# Markus Fagerudd
Markus Simon Fagerudd (Jakobstad, 1º giugno 1971) è un compositore finlandese.

## Biografia
Fagerudd è nato a Jakobstad, in Finlandia. Negli anni '80 ha studiato composizione all'Accademia Sibelius di Helsinki con Olli Kortekangas e Kalevi Aho, mentre lavorava come musicista e compositore al KOM-Theater. Ha studiato all'Accademia Musicale di a Karlsruhe dal 1993 al 1994 con Wolfgang Rihm. È stato compositore in residenza con l'Orchestra Cittadina di Lappeenranta e dal 1997 è il compositore in residenza dell'Orchestra della città di Vaasa.
La variegata produzione musicale di Fagerudd comprende opere per strumenti solisti, orchestre da camera, orchestre sinfoniche e cori. Tra le sue opere più famose, le opere per bambini commissionate dall'Opera Nazionale Finlandese e dal Festival dell'opera di Savonlinna: Gaia; Strawhat, Feltslipper e il Big Bang ("Heinähattu, Vilttitossu ja suuri pamaus") e I sette cani fratelli ("Seitsemän koiraveljestä").